# Acanthochondria epachthes
Acanthochondria epachthes – gatunek widłonoga z rodziny Chondracanthidae. Jest pasożytem ryb morskich. Opisał go w 1908 roku amerykański biolog morski Charles Branch Wilson, nadając mu nazwę Chondracanthus epachthes. Okazy typowe to 5 samic i 2 samce pozyskane ze skrzeli chimery amerykańskiej (Hydrolagus colliei) w La Jolla (Kalifornia).